# Phare de Brimnes
Le phare de Brimnes (en islandais : Brimnesviti) est un phare situé dans la région d'Austurland. Il marque l'entrée du Seyðisfjörður.